# Ernst-Eberhard Weinhold
Ernst-Eberhard Weinhold (* 26. Mai 1920 in Breslau; † 6. Mai 2013) war ein deutscher Arzt und Standespolitiker.

## Werdegang
Weinhold studierte in München und Breslau und wurde 1947 an der Universität Hamburg promoviert. 1956 ließ er sich als Landarzt in Spieka nieder und praktizierte bis 1993. Er war Vorsitzender und später Ehrenvorsitzender der Kassenärztlichen Vereinigung Niedersachsen und Schriftleiter der Zeitschrift Der Hartmannbund in Niedersachsen und Bremen. 1986 wurde er zum Honorarprofessor bestellt. Seit 1954 war er Mitglied des Corps Franconia München. Sein Sohn Christian Weinhold (1948–2017) war Herzchirurg in München.
Weinhold verstarb am 6. Mai 2013 und wurde anschließend auf dem Friedhof Spieka-Knill (Nordholz) beigesetzt.

## Ehrungen
- Hartmann-Thieding-Plakette des Hartmannbundes (1974)[6]
- Bundesverdienstkreuz am Bande (1975)
- Bundesverdienstkreuz 1. Klasse (1980)
- Großes Verdienstkreuz (1989)
- Paracelsus-Medaille (1989)
- Ehrenplakette der Ärztekammer Niedersachsen
- Ehrenreflexhammer des Marburger Bundes